# Rosenborg Ballklub 2004
Questa voce raccoglie le informazioni riguardanti il Rosenborg Ballklub nelle competizioni ufficiali della stagione 2004.

## Rosa
| N. |                        | Ruolo | Calciatore          |
| -- | ---------------------- | ----- | ------------------- |
| 1  | Norvegia (bandiera)    | P     | Espen Johnsen       |
| 2  | Norvegia (bandiera)    | C     | Odd Inge Olsen      |
| 3  | Norvegia (bandiera)    | D     | Erik Hoftun         |
| 4  | Norvegia (bandiera)    | C     | Fredrik Winsnes     |
| 5  | Norvegia (bandiera)    | D     | Christer Basma      |
| 6  | Norvegia (bandiera)    | C     | Roar Strand         |
| 7  | Norvegia (bandiera)    | C     | Ørjan Berg          |
| 8  | Norvegia (bandiera)    | A     | Dagfinn Enerly      |
| 8  | Stati Uniti (bandiera) | D     | Robbie Russell      |
| 9  | Norvegia (bandiera)    | A     | Frode Johnsen       |
| 10 | Norvegia (bandiera)    | D     | Vidar Riseth        |
| 11 | Norvegia (bandiera)    | C     | Jan Gunnar Solli    |
| 12 | Norvegia (bandiera)    | P     | Roar Husby          |
| 13 | Norvegia (bandiera)    | D     | Ole Kristian Kråkmo |
| 14 | Norvegia (bandiera)    | D     | Lars Blixt          |

| N. |                     | Ruolo | Calciatore              |
| -- | ------------------- | ----- | ----------------------- |
| 15 | Norvegia (bandiera) | C     | Per Ciljan Skjelbred    |
| 16 | Norvegia (bandiera) | D     | Torjus Hansén           |
| 17 | Norvegia (bandiera) | A     | Øyvind Storflor         |
| 18 | Norvegia (bandiera) | C     | Christer George         |
| 19 | Norvegia (bandiera) | C     | Alexander Tettey        |
| 20 | Norvegia (bandiera) | A     | Azar Karadas            |
| 21 | Norvegia (bandiera) | D     | Ståle Stensaas          |
| 22 | Norvegia (bandiera) | A     | Harald Martin Brattbakk |
| 23 | Norvegia (bandiera) | A     | Christian Sæther Moen   |
| 24 | Norvegia (bandiera) | A     | Thorstein Helstad       |
| 25 | Norvegia (bandiera) | A     | Daniel Braaten          |
| 26 | Norvegia (bandiera) | P     | Alexander Lund Hansen   |
| 30 | Norvegia (bandiera) | P     | Ivar Rønningen          |
| 33 | Svezia (bandiera)   | D     | Mikael Dorsin           |

## Risultati

### Campionato

#### Girone di andata
| Arbitro: | Skjerven (Kaupanger) |

|            |           |  |
| Strand 82’ | Marcatori |  |

| Arbitro: | Øvrebø (Oslo) |

|  |           |                             |
|  | Marcatori | 57’ F. Johnsen 87’ Stensaas |

| Trondheim 25 aprile 2004, ore 19:00 CEST 3ª giornata | Rosenborg            | 0 – 0 referto | Viking | Lerkendal Stadion (12.915 spett.)\| Arbitro: \| Olsen (Kristiansand) \| |
| Arbitro:                                             | Olsen (Kristiansand) |               |        |                                                                         |

| Arbitro: | Øvrebø (Oslo) |

|                        |           |                              |
| Sundgot 42’ Søgård 70’ | Marcatori | 6’ (aut.) Powell 78’ Karadas |

| Arbitro: | Berntsen (Vang) |

|                                                 |           |                |
| Strand 50’ M. G. Pedersen 56’ Årst 61’ Årst 80’ | Marcatori | 71’ F. Johnsen |

| Arbitro: | Skjerven (Kaupanger) |

|  |           |                       |
|  | Marcatori | 45’ Røberg 49’ Hoseth |

| Arbitro: | Olsen (Trondheim) |

|                               |           |                              |
| Fredheim Holm 10’ Jalland 84’ | Marcatori | 57’ F. Johnsen 87’ Brattbakk |

| Arbitro: | Sandmoen |

|                         |           |  |
| F. Johnsen 32’ Berg 47’ | Marcatori |  |

| Arbitro: | Hauge (Bergen) |

|                                         |           |                                      |
| Hellesund 48’ Russell 61’ Hellesund 72’ | Marcatori | 13’ Riseth 18’ F. Johnsen 83’ Riseth |

| Arbitro: | Alapnes (Tromsø) |

|                                                              |           |  |
| Karadas 24’ Riseth 32’ Karadas 53’ Strand 64’ F. Johnsen 69’ | Marcatori |  |

| Arbitro: | Staberg |

|             |           |               |
| Finstad 89’ | Marcatori | 21’ Brattbakk |

| Arbitro: | Skjerven (Kaupanger) |

|                                        |           |  |
| Stensaas 11’ F. Johnsen 22’ Strand 29’ | Marcatori |  |

| Arbitro: | Sælen (Bergen) |

|  |           |                          |
|  | Marcatori | 26’ Brattbakk 43’ Strand |

#### Girone di ritorno
| Arbitro: | Sandmoen |

|                                              |           |                                                    |
| Bjarnason 39’ Kvisvik 75’ Kvisvik 78’ (rig.) | Marcatori | 25’ Winsnes 26’ Olsen 59’ Brattbakk 77’ F. Johnsen |

| Arbitro: | Hauge (Bergen) |

|                                       |           |                  |
| F. Johnsen 8’ Berg 32’ F. Johnsen 54’ | Marcatori | 76’ Söderstjerna |

| Arbitro: | Øvrebø (Oslo) |

|             |           |             |
| Nygaard 49’ | Marcatori | 74’ Winsnes |

| Arbitro: | Staberg |

|                                                    |           |               |
| F. Johnsen 11’ Dorsin 80’ Storflor 88’ Braaten 90’ | Marcatori | 42’ Andersson |

| Arbitro: | Sandmoen |

|                                          |           |  |
| F. Johnsen 9’ F. Johnsen 55’ Braaten 81’ | Marcatori |  |

| Arbitro: | Olsen (Kristiansand) |

|            |           |                                    |
| Møster 19’ | Marcatori | 15’ Braaten 84’ Riseth 90’ Braaten |

| Arbitro: | Hauge (Bergen) |

|                |           |                                             |
| F. Johnsen 28’ | Marcatori | 20’ Gashi 30’ Berre 57’ Brocken 89’ Iversen |

| Arbitro: | Øvrebø (Oslo) |

|                                      |           |  |
| Occean 37’ Flindt-Bjerg 45’ Hoff 75’ | Marcatori |  |

| Arbitro: | Alapnes (Tromsø) |

|                                            |           |              |
| Storflor 10’ F. Johnsen 22’ F. Johnsen 26’ | Marcatori | 88’ Ødegaard |

| Arbitro: | Sandmoen |

|                          |           |  |
| Michaelsen 45’ Sørum 86’ | Marcatori |  |

| Arbitro: | Berntsen (Vang) |

|             |           |                           |
| Helstad 67’ | Marcatori | 45’ Stenvoll 59’ Andresen |

| Arbitro: | Skjerven (Kaupanger) |

|  |           |             |
|  | Marcatori | 69’ Winsnes |

| Arbitro: | Hauge (Bergen) |

|                                                          |           |              |
| Braaten 58’ F. Johnsen 61’ F. Johnsen 70’ F. Johnsen 89’ | Marcatori | 63’ Sørensen |

### Coppa di Norvegia
| Arbitro: | Tømmervold |

|  |           | |
|  | Marcatori | 4’ (aut.) Aakvik 11’ Brattbakk 17’ Karadas 19’ Brattbakk 39’ Brattbakk 44’ Karadas 58’ Stensaas 65’ Brattbakk 69’ Storflor 71’ Olsen 74’ Winsnes 83’ Brattbakk 84’ Olsen 85’ Storflor 87’ Brattbakk |

| Arbitro: | Furuli |

|                     |           |                                                                                               |
| Lund 4’ Rønning 57’ | Marcatori | 5’ Brattbakk 29’ F. Johnsen 33’ Brattbakk 41’ F. Johnsen 45’ Karadas 63’ Hoftun 83’ Brattbakk |

| Arbitro: | Krokdal |

|              |           |                                                                                     |
| Hermstad 21’ | Marcatori | 17’ Winsnes 22’ Brattbakk 48’ F. Johnsen 65’ F. Johnsen 71’ F. Johnsen 81’ Stensaas |

| Arbitro: | Staberg |

|             |           |                        |
| Alsaker 31’ | Marcatori | 4’ Brattbakk 8’ Strand |

| Arbitro: | Staberg |

|                                           |           |                           |
| Einarsson 39’ Einarsson 70’ Einarsson 84’ | Marcatori | 49’ F. Johnsen 86’ George |

### Champions League
| Arbitro: | Sipailo |

|                           |           |           |
| F. Johnsen 24’ George 85’ | Marcatori | 34’ Cociș |

| Arbitro: | Rogalla |

|  |           |                        |
|  | Marcatori | 36’ Berg 40’ Brattbakk |

| Arbitro: | Plautz |

|                       |           |           |
| Brattbakk 1’ Solli 8’ | Marcatori | 47’ Rosso |

| Arbitro: | Veissière |

|                       |           |                                     |
| Badir 31’ Boccoli 38’ | Marcatori | 90’ Brattbakk 94’ Braaten 125’ Berg |

| Arbitro: | Allaerts |

|                           |           |                |
| González 43’ González 79’ | Marcatori | 90’ F. Johnsen |

| Arbitro: | Meyer |

|            |           |              |
| Strand 52’ | Marcatori | 6’ Ljungberg |

| Arbitro: | Sars |

|              |           |                        |
| Storflor 42’ | Marcatori | 17’ Farfán 86’ de Jong |

| Arbitro: | Ibañez |

|             |           |  |
| Beasley 10’ | Marcatori |  |

| Arbitro: | De Santis |

|                         |           |                             |
| Helstad 68’ Helstad 76’ | Marcatori | 16’ Konstantinou 71’ Skácel |

| Arbitro: | Farina |

|                                                                |           |            |
| Reyes 3’ Henry 24’ Fàbregas 29’ Pirès 45’ (rig.) v. Persie 84’ | Marcatori | 38’ Hoftun |